# Camponotus plutus
Camponotus plutus é uma espécie de inseto do gênero Camponotus, pertencente à família Formicidae.